# Ultrák (sport)
Az ultrák a sportklubokat, de főként labdarúgócsapatokat támogató szurkolói csoportok egy jellegzetes stílussal rendelkező válfaja, leginkább az európai és dél-amerikai labdarúgó csapatok mérkőzésein találkozhatunk velük. Kultúrájuk leglátványosabb része azokból a képekből és koreográfiákból áll, amiket a meccs alatt a stadionokban mutatnak be.

## Története

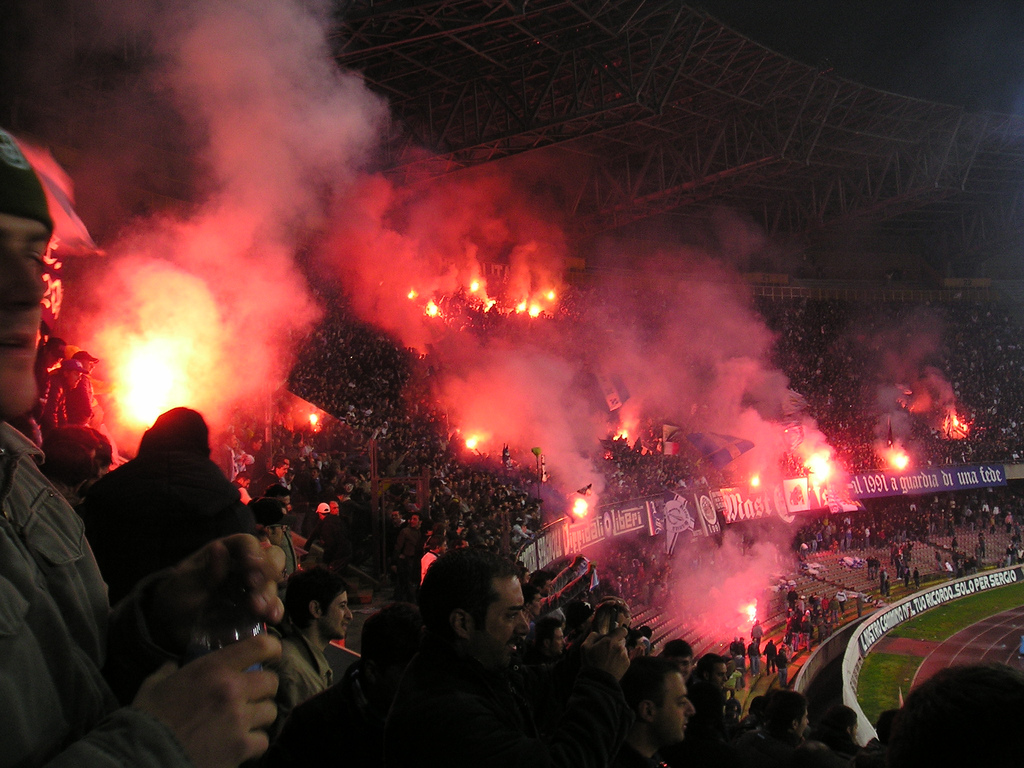
Görögtüzes koreográfia a Napoli ultráitól.

Az ultramozgalom eredete máig vitatott.
Magyarországon az első ilyen jellegű csoport Kispesten jelent meg 1991-ben ULTRA RED BOYS néven..
Olaszországban, az 1960-as évek elején bukkant fel, amikor az egyesületek jelentősen leszállították a stadionok bizonyos szektoraiba szóló belépőjegyek árát. Maga az ultra szó latin eredetű, jelentése „ami túl van”. A '90-es évek óta az ultra, az Angliában kifejlődött casual és huliganizmus köré gyakorlatilag teljes szubkultúra fejlődött.

## Jellegzetességek
A csoport általában egy szűkebb vezetői szerepkört birtokló mag körül épül ki, (ők irányítják az egész csoportot) míg a létszám a kisebb csoportokból szerveződik össze, melyek összetételét meghatározhatják baráti vagy lokális szálak, esetleg az azonos politikai nézet. Általában az idősebbek szavát a fiatalok feltétel nélkül elfogadják, fontos a hierarchikus felépítés.
A csoportok rendelkeznek különböző méretű transzparensekkel, drapériákkal, zászlókkal melyeken a csoport neve és jelképe található. Némelyik csoport legyártatja és árusítja a saját termékeit, mint pl: sálat, sapkát, pulóvert vagy kabátot. Egy csoport létszáma a néhány főtől a több százig terjedhet és a stadionokban általában elválasztanak a részükre egy vagy akár több szektort is. Saját weblap illetve fanzine szintén fontos részét képezi a mozgalomnak. A mozgalom íratlan szabályai: 
- Az ultrák a meccsek folyamán minden esetben állnak
- Lehetőség szerint, a távolságok és anyagi akadályok ellenére minden meccsen meg kell jelenni otthon és idegenben
- Szünet nélkül támogatni (énekelni, tapsolni) kell a csapatot, az eredmény alakulásától függetlenül
- Állandó törzshely a stadionon belül

## Ultrák a meccsen

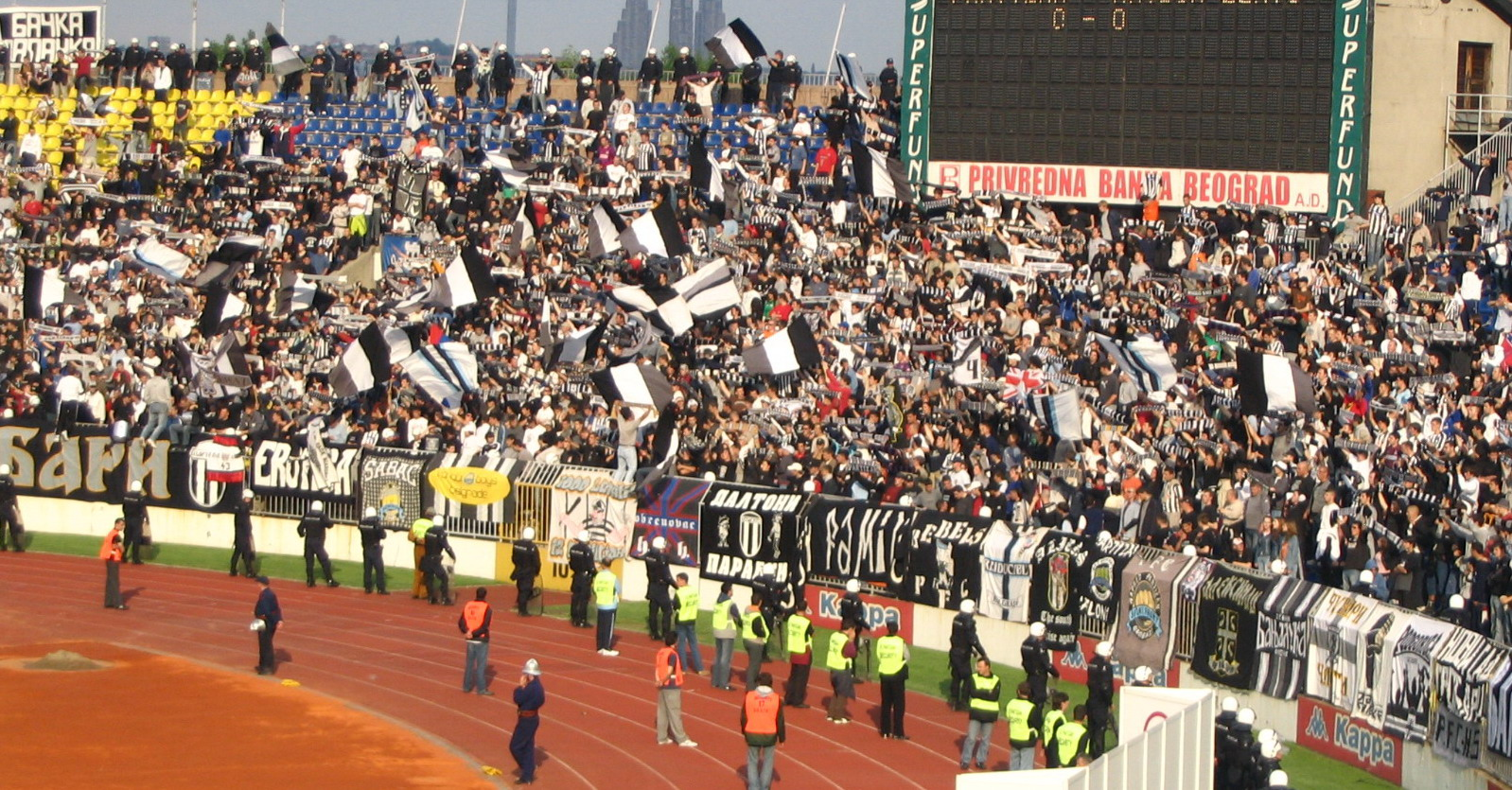
A Grobari ünnepli a Partizán 19. bajnoki címét 2005-ben.

A nagy rangadókra általában látvánnyal, koreográfiával készülnek a csoportok. Ezek kivitelezése akár hetekig is eltarthat. A koreográfiák mérete, kidolgozottsága a csoport anyagi helyzetétől illetve az előkészítő munkában résztvevők létszámától, tehetségétől, ötletességétől is függ. Ezek témája általában a klub vagy a csoport dicsőítése, esetleg az ellenfél kigúnyolása lehet (de a kettő kombinációja is gyakori), esetleg más aktualitás. Az élőképekhez gyakran görögtüzeket, füstbombákat és egyéb pirotechnikai eszközöket is felhasználnak, a kartonlapok, lufik, papírfecnik, pénztárgépszalagok vagy műanyagcsíkok mellett. Gyakori technika az egész szektort beterítő, általában műanyagfóliából készített óriás zászló, amelyre előzetesen festik rá az aktuális témát.
A látványelemeket a mérkőzést megelőzően – méretétől függően akár több órával a meccs előtt – szállítják a helyszínre, ahol elvégzik az esetleges utómunkálatokat. A bemutatóra a csapatok bevonulásakor kerül sor. Minden csoport rendelkezik egy saját szimbólummal, címerrel. Ez sokféle lehet, gyakoriak az erőt és hűséget jelképező buldogok vagy egyéb harciasságot, nemességet tükröző állatok a címerben (oroszlán, sárkány, párduc), esetleg pajzs alakú címer évszámokkal, rövidítésekkel. Nem ritkán politikai jellegűek is lehetnek (Che Guevara-arckép, sarló és kalapács, kelta kereszt), esetleg könnyedebbek, mint sörös korsó, rajzfilmfigura vagy marihuána levél. Maga a szurkolás (kórus) fontos részét képezi a mérkőzés közben megoldandó feladatoknak. A nagyobb csoportokat megafonnal irányítja az előénekes, ezáltal lesz egységes a produkció. Fülbemászó slágerek átköltései adják a repertoár nagy részét (Pl: Guantanamera, Ének az esőben, Go West, stb…) Gyakori az utált ellentábor szidalmazása is – abban az esetben is, ha az nem egyezik meg a pillanatnyi ellenféllel –, ami gyakran szintén dalban foglalva valósul meg. Megemlítendőek még a taps, fütty, ugrálás, hajlongás kombinációk is. A mérkőzések jellemző képe a kerítésmászás is, amely a gólöröm egy felhevültebb kifejezési formája.

## Politika
Magyarországon nem nevezhetünk kifejezetten csoportokat úgy politikai jellegűnek, mint klasszikus értelemben az olaszországi ultrák közül a Laziót vagy Livornót. Magyarországon a többség, ha már politikai nézetet kell megosztani a nagyközönséggel, akkor inkább a jobboldal, de inkább a szélsőjobb felé tendálódik (Ferencváros, Kispest, Debrecen, Diósgyőr, Nyíregyháza, Zalaegerszeg Békéscsaba Szeged Haladás KTE). Baloldali tábor volt korábban a Székesfehérvár, Pécs, valamint a Vasas csapatának.Napjainkban baloldali tábornak,az Újpestet mondhatjuk.Markánsan foglalnak állást a regnáló kormánnyal szemben.Soraikban az alapvetően baloldali és liberális tagok mellett,számos baloldali politikus is megfordul.Szoros kapcsolatban állnak,legutóbb a Fradisták által megrongált falfestményeiket,a kerület baloldali polgármesterével kooperálva javították ki.Külföldön teljesen más a helyzet. Olaszországban megtalálhatóak a klasszikusan szélsőjobboldali táborok (Lazio, Verona, Ascoli, Inter) és a klasszikusan szélsőbaloldali táborok (Livorno, Atalanta, Pisa) is, sőt, arra is van példa, hogy egy csapat szurkolótáborán belül megtalálhatók a jobb- és baloldali beállítottságú csoportok (Milan,Roma). Spanyolországban a Real Madrid ultrái erősen jobboldaliak, míg ott színezik a képet a katalán és baszk csapatok is, amelyek erős függetlenedési törekvéseikkel sokszor szemet szúrnak a többi spanyol csapatnak.
Nemzetközileg kijelenthető, amelyik tábor vagy csoport vállalja politikai hovatartozását, azt zászlókkal, graffitikkel, dalokkal stb. módon ki is fejezik. Nem ritka például a Lazio meccseken a keltakeresztes zászlók megjelenése vagy Livornóban a Lenint ábrázoló kétrudasok és sarló-kalapácsos, vörös csillagos zászlók és transzparensek, de az utóbbi években – főleg a 2006-os év erőteljes belpolitikai események következményeként – hazánkban is terjed a nemzeti szimbólumok, így az árpád-sávos zászló, a Nagy-Magyarország valamint a turulmadár használata.

## Rivalizálás
A rivalizálás különböző okokból adódhat, jellemzően lehet politikai szembenállás, vagy a legfőbb városi riválisok közötti, illetve egy szűkebb régión belül is gyakori, hogy a „szomszédvárak” ultrái gyűlölik egymást.

### Magyarországon
A leghíresebb szembenállás egyértelműen a Fradi-Újpest, ennek van a legnagyobb hagyománya és ennek a két csapatnak a tábora a legnagyobb. Szintén jelentős még a fővárosban a Honvéd-Fradi,Honvéd-Újpest és a Honvéd-Vasas is. Vidéken futballban a Fehérvár-Győr, Diósgyőr-Nyíregyháza, Debrecen-Békéscsaba, Debrecen-Nyíregyháza, Haladás-ZTE, Nagykanizsa-ZTE, ZTE-Győr, Pécs-Komló, Pécs-Fehérvár, Pécs-Kaposvár, Siófok-Kaposvár, Tatabánya-Győr, Celldömölk-Tatabánya, Celldömölk-ZTE, Szeged-Békéscsaba, Cegléd-Vecsés Vasas-Fradi, Vasas-Honvéd, Vasas-Szeged . Sok fővárosi-vidéki csapat sem szíveli egymást, de alakultak ki barátságok is jó példája volt korábban ennek a Fehérvár, Debrecen, Diósgyőr hármas; de ezek az idők javarészt elmúltak. Továbbra is a Kaposvár-Kecskemét, a Haladás-Kecskemét, a Kispest-Haladás, a Nyíregyháza-Győr, a Győr-Békéscsaba, a Győr-Vasas, a Haladás-Celldömölk, a Nyíregyháza-Dorog, a Csepel-Dorog és a Ferencváros-Zalaegerszeg szurkolói közti alakult ki jó kapcsolat.
Futballon kívül jelentős még a kézilabda (itt szinte csak női vonalon), itt ki lehet emelni a Győr-Dunaújváros, Békéscsaba-Debrecen, Hódmezővásárhely-Békéscsaba, Ferencváros-Debrecen, Győr-Ferencváros, Vác-Érd párosításokat.Férfi kézilabdában a Veszprém-Szeged, Mezőkövesd-Gyöngyös, Kunszentmárton-Kiskunfélegyháza.Férfi kosárlabdában említést érdemel a Körmend-Szombathely-ZTE, a Hódmezővásárhely-Szolnok, a Szolnok-Alba Fehérvár, a MAFC-Honvéd, a Kaposvár-Pécs és a Dombóvár-Kaposvár párosítás is. Kosaras barátságok aFalco-ASE, Körmend-OSE, Honvéd-Falco, ZTE-Sopron, OSE-Kaposvár, OSE-Honvéd és OSE-Békés. A megyei bajnokságokban is vannak kisebb ultra csoportok mint pl.: Magico Ultras (Mezőkövesd), ULTRAS OKÁNY KSK (Okány), Ultras Eger (Eger), Sárga Ultrák (Tamási).

## Filmek
Keménymag (Ultra), Futball Faktor, a BBC dokumentumfilmjei, Discoveryn vetített Futball Huligánok dokumentumfilmjei sokszor közösen kezelik az ultrákat a huligánokkal, de jellegzetesen bemutatják az adott ország szurkolói kultúráját.